# Jan van der Zande

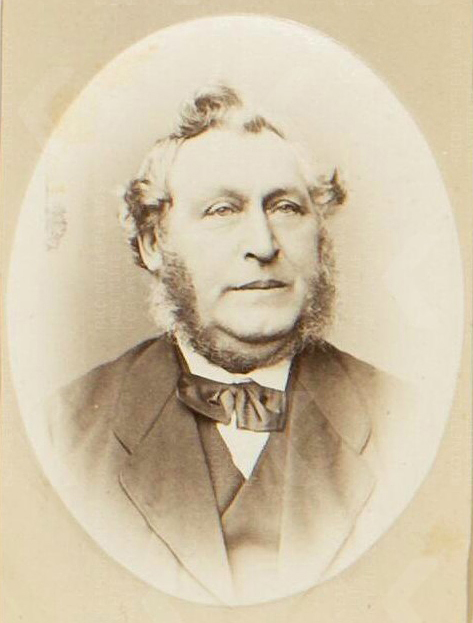
Jan van der Zande, burgemeester van Wisch 1846-1885

Jan van der Zande (Kesteren, 9 oktober 1819 – Varsseveld, 11 januari 1885) was burgemeester van de Nederlandse gemeente Wisch (1846-1885) en lid van Provinciale Staten van Gelderland (1860-1885).

## Familie
Grootvader mr. Gerrit van der Zande (ca. 1766-1823) was landeigenaar en notaris te Opheusden. Hij had drie zoons, w.o. Karel van der Zande (zie hierna) en Willem Pieter van der Zande (1800-1882), burgemeester van Kesteren 1830-1880, dus gedurende 50 jaar.
Vader Karel van der Zande (Opheusden, 1796 - Kesteren, 1830) was landeigenaar en koopman. Hij trouwde in 1817 te Lienden met Helena van Doorn (Kesteren, 1796 - Kesteren, 1859). Het gezin kreeg vijf kinderen: drie zoons en twee dochters.
Jan van der Zande trouwde op 10 juni 1847 op 27-jarige leeftijd te Hemmen met Laura Frederike Henriëtta Koch (Zevenaar, 6 juni 1826 – Apeldoorn, 6 januari 1892), dochter van Carel Frederik Wilhelm Koch (1788-1862), burgemeester van Hemmen (1860-1862) en van Henriette Maria Frederike Böhme (1792-1883). Het gezin kreeg vier dochters en vier zoons.

## Biografie
Jan van der Zande werd op 25 september 1846 op 27-jarige leeftijd benoemd tot burgemeester van Wisch. Hij werd op 21 oktober 1846 geïnstalleerd door de gemeenteraad. 
In 1848 werd de Grondwet van kracht, in 1851 gevolgd door de Gemeentewet. Van der Zande was dus de eerste burgemeester van Wisch in de bestuurlijke vorm, die nu nog bestaat (Huis van Thorbecke).
In 1855 werd een nieuw gemeentehuis geopend, niet in Terborg zoals voordien gebruikelijk, maar in Varsseveld. Dat was voor Van der Zande aanleiding om ook naar Varsseveld te verhuizen. In juni 1860 wordt Van der Zande tevens benoemd als gemeentesecretaris, als opvolger van Petrus Johannes Braam. Op 14 december 1860 wordt Van der Zande benoemd tot lid van Provinciale Staten van Gelderland. Hij bleef lid tot zijn dood in 1885. Tot de belangrijkste bijdragen van Van der Zande worden gerekend:
- Verbetering van het wegennet
- Verbetering van de waterafvoer
- Bouw van openbare lagere scholen te Heelweg en Westendorp; verbetering van andere scholen
- Actieve deelname aan de komst van de spoorlijn Zevenaar-Winterswijk (GOLS), vanaf 1880.

Hij overlijdt “in het harnas” in Varsseveld op 65-jarige leeftijd. Zijn echtgenote vertrekt daarna naar Apeldoorn, waar al twee broers van haar wonen. Ze overlijdt daar op 6 januari 1892, eveneens op 65-jarige leeftijd. Op 17 januari 1885 wordt G.W. Kobes benoemd tot gemeentesecretaris, als opvolger van Van der Zande. Op 17 maart 1885 wordt Willem Dirk Bosch door de gemeenteraad van Wisch geïnstalleerd als opvolgend burgemeester.